# Hong Kong Senior Challenge Shield 2004/05
Der Hong Kong Senior Challenge Shield 2004/05, aus Sponsorengründen auch als Sunray Cave Senior Shield bekannt, war die 103. Austragung eines K.-o.-Fußballwettbewerbs in Hongkong. Teilnehmer waren die neun Mannschaften der ersten Liga, der Hong Kong Premier League. Das Turnier begann am 6. April 2005 und endete mit dem Finale im Hong Kong Stadium am 23. April 2005. Titelverteidiger war der Happy Valley AA.

## Termine
| Runde         | Datum                         |
| ------------- | ----------------------------- |
| 1. Runde      | 9. April 2005                 |
| Viertelfinale | 10. April 2005 14. April 2005 |
| Halbfinale    | 17. April 2005                |
| Finale        | 23. April 2005                |

## Erste Runde
|                                  | Ergebnis |           |
| -------------------------------- | -------- | --------- |
| 9. April 2005 (Mong Kok Stadium) |          |           |
| Buler Rangers                    | 1:0      | Fukien AC |

## Viertelfinale
|                                   | Ergebnis              |                       |
| --------------------------------- | --------------------- | --------------------- |
| 10. April 2005 (Mong Kok Stadium) |                       |                       |
| Citizen AA                        | 3:3 n. V. (1:4 i. E.) | Sunray Cave Easter FC |
| 10. April 2005 (Mong Kok Stadium) |                       |                       |
| Xiangxue Pharmaceutical           | 1:7                   | Kitchee SC            |
| 14. April 2005 (Mong Kok Stadium) |                       |                       |
| Happy Valley                      | 4:1                   | Buler Rangers         |
| 14. April 2005 (Mong Kok Stadium) |                       |                       |
| Sun Hei SC                        | 2:1                   | South China AA        |

## Halbfinale
|                                   | Ergebnis              |                       |
| --------------------------------- | --------------------- | --------------------- |
| 17. April 2005 (Mong Kok Stadium) |                       |                       |
| Happy Valley AA                   | 0:0 n. V. (3:1 i. E.) | Kitchee SC            |
| 17. April 2005 (Mong Kok Stadium) |                       |                       |
| Sun Hei SC                        | 1:0                   | Sunray Cave Easter FC |

## Finale
|                                    | Ergebnis |            |
| ---------------------------------- | -------- | ---------- |
| 23. April 2005 (Hong Kong Stadium) |          |            |
| Happy Valley AA                    | 2:4      | Sun Hei SC |